# Sinan Kurt
Sinan Kurt (Mönchengladbach, 23 juli 1996) is een Duitse voetballer van Turkse origine die bij voorkeur als middenvelder speelt. 

## Biografie
Kurt werd op elfjarige leeftijd opgenomen in de jeugdopleiding van Borussia Mönchengladbach. Hij werkte zich op tot het tweede elftal, waarna Bayern München hem in 2014 overnam. Kurt maakte op 25 april 2015 zijn officiële debuut in het betaald voetbal, tijdens een wedstrijd in de Bundesliga  tussen Bayern en Hertha BSC. Hij mocht die dag net na de pauze invallen voor Gianluca Gaudino. Een dag later was Bayern zeker van de landstitel door een nederlaag van concurrent VfL Wolfsburg. In januari 2016 stapte hij over naar Hertha BSC.

## Erelijst
| Kampioen Bundesliga | 1x | 2014/15 |